# Estado do Maranhão e Piauí
```
   |-
       |
Erro:
:  
valor não especificado para "
nome_comum
"
```

O Estado do Maranhão e Piauí foi uma unidade administrativa criada em 1772 por Marquês de Pombal, na América Portuguesa. Compreendia as capitanias do Maranhão e do Piauí. Foi regulamentada em 20 de agosto de 1772 e concretizada dois anos depois, em 9 de julho de 1774.
Existiu até 1811, quando a Capitania do Piauí deixou de ser subordinada à Capitania do Maranhão, conforme estabelecido pela Carta Régia de 10 de outubro daquele ano.

## Contexto Histórico
O desmembramento do Estado do Maranhão e Grão-Pará visou facilitar a administração e promover o comércio, especialmente com o apoio da Companhia Geral de Comércio do Grão-Pará e Maranhão. Entretanto, a integração política com o resto do Brasil só começou a ganhar força após a instalação da Corte joanina no Rio de Janeiro, em 1808.

## Governadores
- Joaquim de Melo e Póvoas
- D. Antônio de Sales e Noronha
- José Teles da Silva (1784–1787)
- Fernando Pereira Leite de Fóios (1787–1792)
- D. Fernando Antônio Soares de Noronha (1792–1798)
- D. José Tomás de Meneses (1809–1811)